# Titan (måne)
 For alternative betydninger, se Titan. (Se også artikler, som begynder med Titan)
Titan er planeten Saturns største måne, og den næststørste måne i vores solsystem, kun overgået af Jupiter-månen Ganymedes. Den blev opdaget, i øvrigt som den første Saturn-måne, den 25. marts 1655 af den hollandske astronom Christiaan Huygens.

## Navngivning
Huygens kaldte sin opdagelse for Saturni Luna (latin for "Saturns måne"; kan også skrives som Luna Saturni), men senere opdagede Giovanni Domenico Cassini yderligere fire måner omkring Saturn, nemlig Dione, Iapetus, Rhea og Tethys. I de følgende næsten 200 år endte det med at man simpelthen nummererede Saturn-månerne med romertal som det også blev gjort for Jupiters måner.
De "moderne" navne på Saturns måner, herunder Titan, stammer fra titanerne fra den græske mytologi: De blev foreslået af John Herschel i hans publikation fra 1847; Results of Astronomical Observations made at the Cape of Good Hope.

## Udforskning af Titan
Titan har, som den eneste måne i solsystemet, en tæt atmosfære, som indtil for nylig har hindret udforskningen af selve overfladen. Da rumsonden Voyager I passerede Saturn, valgte man at lade den gå tæt forbi Titan i håbet om at få detaljerede billeder af overfladen, i stedet for en nærpassage af selve Saturn som ville gøre det muligt at lade sonden fortsætte til planeterne Uranus og Neptun sådan som dens søsterfartøj Voyager 2 gjorde. Men desværre skuffede billederne fælt; atmosfæren udviskede alle overfladetræk, og i stedet viste Titan som en omtrent ensfarvet skive.
Rumsonden Cassini medbragte et landingsfartøj, kaldet Huygens, som den 14. januar 2005 trængte ned igennem den tætte Titan-atmosfære og bremsede sit fald ved hjælp af tre faldskærme, landede blødt på overfladen, og sendte detaljerede billeder af overfladen tilbage. Dertil har Cassini-rumsonden bl.a. med sine infrarøde kameraer "kigget igennem" atmosfæren og afsløret en varieret overflade med mørke og lyse træk.

## Titans fysiske egenskaber
Titan er større end planeten Merkur, men har dog mindre masse. Tidligere troede man at Titan var en kende større end Jupiter-månen Ganymedes, og dermed solsystemets største måne, men det har siden vist sig at Titans tykke atmosfærelag har medvirket til en overvurdering af dens egentlige størrelse.
Ligesom de fleste andre af Saturns måner består Titan af en blanding af vand-is og klippemateriale. Man formoder den har en kerne af klippemateriale, ca. 3400 kilometer i diameter, omgivet af lag af forskellige former for is, og det er muligt at centeret i denne klippe-kerne stadig er varmt, jf. klippeplanet og vandverden.
På grund af Titans størrelse presses dens centrale dele sammen under vægten af de ydre lag, hvilket forøger massefylden for materialet i kernen.

### Atmosfæren
Som den eneste måne i vort solsystem har Titan en tæt, veludviklet atmosfære: Trykket ved overfladen er halvanden gang så højt som vi kender det ved Jordens overflade. Denne atmosfære består for 95 procents vedkommende af kvælstof, og dertil metan og en smule helium, samt betydelige spor af en lang række forskellige molekyler som etan, diacetylen, metylacetylen, cyanoacetylen, acetylen, propan, carbondioxid, carbonmonooxid, cyanogen og cyanbrinte, komplicerede organiske molekyler.
Titan har ikke i sig selv noget magnetfelt, og bevæger sig til tider udenfor Saturns magnetfelt, og derved udsættes atmosfæren for solvinden, som kan ionisere og evt. helt "bortføre" molekyler fra de øverste atmosfærelag. Solens ultraviolette stråling nedbryder metan-molekyler i den øverste atmosfære, og man mener at de mange kulbrinteforbindelser er resultatet af kemiske reaktioner mellem de sønderdelte molekyler. Disse mere komplekse molekyler danner en tæt, orange smog i Titan-atmosfæren.
Titan-overfladens temperatur er nede omkring −180 °C, så det er forsvindende lidt vand der fordamper fra overfladen og bliver en del af atmosfæren. De spredte skyer der ses rundt omkring, består sandsynligvis af metan, etan eller andre simple, organiske forbindelser. Man har konstateret nedbør fra disse skyer; ind imellem "regner" det med en kulbrinteblanding der kan beskrives som flydende naturgas. Ifølge en endnu ikke bekræftet teori er Titan-overfladen dækket af et lag af et tjære-agtigt stof kaldet tholin, som stammer fra nedbøren og smoggen.
Den tykke atmosfære blokerer også for meget af det sollys der når Titan: På overfladen er der et svagt, diffust lys, som ikke kaster skygger.

### Kryovulkanisme
Fund af isotopen Argon-40 i atmosfæren tyder på at Titan har en vis kryovulkanisme, dvs. aktive vulkaner der udspyr vand-is og ammoniak. Man har på nærbilleder også fundet en vulkan der udspyr metan, og det menes nu at denne vulkanaktivitet er en væsentlig kilde til metan i atmosfæren.

### Overfladetræk
På kort over Titans overflade har man indplaceret flere store, mørke og lyse regioner, herunder et lyst område på størrelse med Australien som formelt har fået navnet Xanadu, og andre steder findes mørke områder af tilsvarende størrelse. De er blevet observeret med Hubble-teleskopet og fra Keck-teleskopet og Very Large Telescope, men man ved endnu ikke præcis hvad der danner hhv. mørke og lyse landskaber. Helt frem til efter Huygens-sondens landing gættede man på at visse områder var "have" af flydende metan eller etan, men den teori er nu blevet afkræftet af observationer fra både Cassini og Huygens. Huygens-sonden landede på et af de mørke områder, og modsat hvad man havde forventet, er dette område ikke flydende eller "klægt" som tjære. Et "penetrometer" om bord i Huygens målte rystelserne som følge af landingen, og på baggrund af dets målinger gættede man først på at sonden var landet i enten løst sand, vådt ler, eller måske en overflade af tyktflydende tjære, dækket af sand. Konklusionen er nu, at Huygens landede i en slags "sand" af ispartikler, evt. oven i en af de lidt større isblokke der ses på billederne fra landingsstedet.
Til gengæld viser billederne fra Huygens' nedstigning et landskab gennemkrydset af "floder" og "afløbs-kanaler" der fører ud til de mørke regioner. Og billederne fra Huygens' landingssted viser isblokke der er delvis "slebet runde", muligvis af strømmende væsker, så selv om der endnu ikke er ført bevis for "søer", "have" eller andre større, væske-dækkede områder på Titan, er der meget der tyder på at der enten periodevis er, eller for relativt nylig har været, masser af væske på Titans overflade — måske var Huygens bare så "uheldig" at ankomme på en "tør årstid".
Cassini-rumsonden kortlægger et stykke af Titan hver gang den passerer månen, ved hjælp af radar-højdemålinger og syntetisk aperturradar: De første billeder fra dette arbejde har afsløret en kompleks topografi med såvel kuperede som jævne terræntyper, og man har fundet landskabstræk der tyder på vulkanaktivitet. Andre steder ses strejf af materiale, som synes at være blevet spredt for vinden. Enkelte steder ses noget der ligner kratre, om end de synes at være blevet fyldt op med den føromtalte nedbør af kulbrinte-forbindelser. I skrivende stund (august 2005) har man endnu kun fået kortlagt en del af egnene omkring nordpolen med radar, men terrænet her synes at være temmelig jævnt; ingen steder er der højdeforskelle på mere end 50 meter.